# Mimodactylidae
De Mimodactylidae zijn een groep van uitgestorven pterosauriërs, behorende tot de Pterodactyloidea.
In 2019 ontdekten Alexander Wilhelm Armin Kellner, Michael Wayne Caldwell, Borja Holgado, Fabio Marco Dalla Vecchia, Roy Nohra, Juliana Manso Sayão en Philip John Currie dat Mimodactylus de zustersoort was van Haopterus.
De klade Mimodactylidae werd gedefinieerd als de groep bestaande uit Mimodactylus libanensis en alle soorten nauwer verwant aan Mimodactylus dan aan Istiodactylus latidens, Ikrandraco avatar of Anhanguera blittersdorffi.
De groep bestaat uit vrij kleine soorten uit het Onder-Krijt tot het vroegste Laat-Krijt (Cenomanien) van Azië.
Drie synapomorfieën, gedeelde nieuwe kenmerken, werden vastgesteld. De tanden zijn kegelvormig. De tandkronen zijn licht overdwars afgeplat. Het raakvlak van het ravenbeksbeen met het borstbeen is licht hol.